# Municipio de Exeter (condado de Berks)
El municipio de Exeter (en inglés: Exeter Township) es un municipio ubicado en el condado de Berks en el estado estadounidense de Pensilvania. En el año 2000 tenía una población de 21.161 habitantes y una densidad poblacional de 335 personas por km².

## Geografía
El municipio de Exeter se encuentra ubicado en las coordenadas 40°18′48″N 75°39′44″O / 40.31333, -75.66222.

## Demografía
Según la Oficina del Censo en 2000 los ingresos medios por hogar en la localidad eran de $56,956 y los ingresos medios por familia eran $65,061. Los hombres tenían unos ingresos medios de $46,067 frente a los $31,149 para las mujeres. La renta per cápita para la localidad era de $25,071. Alrededor del 3,3% de la población estaba por debajo del umbral de pobreza.